# پرستاولکی (ناحیه پلزن-جنوبی)
پرستاولکی (به چکی: Přestavlky) یک منطقهٔ مسکونی در جمهوری چک است که در Plzeň-South District واقع شده‌است. پرستاولکی ۹٫۸۲ کیلومتر مربع مساحت و ۲۰۳ نفر جمعیت دارد و ۳۵۰ متر بالاتر از سطح دریا واقع شده‌است.